# Etapa Departamental de Arequipa 2018
La Etapa Departamental de Arequipa 2018 fue la edición número 52 de la competición futbolística Arequipeña. 
El torneo otorgó al cuadro campeón Sportivo Huracán y al subcampeón Social Corire cupos para la Copa Perú 2018 en su Etapa Nacional.

## Formato
En las dos primeras fases, el método de clasificación se define por cantidad de puntos logrados, mas no por el global de diferencia de goles. En caso de igualdad se programará un tercer partido de desempate y en caso de persistir de recurrirá a los tiros penales.
Primera Fase
Se jugará en llaves de ida y vuelta los campeones y subcampeones de las diferentes provincias del departamento de Arequipa; a excepción de las provincias de Condesuyos y La Unión, de las cuales solo se clasificó un equipo representante. En la provincia de Caravelí el subcampeón Los Chinitos de Atico no pudo inscribirse en la etapa departamental debido a que no tenía sus Registros Públicos actualizados, por lo que se clasificó el tercer lugar Los Íntimos La Victoria. Clasificarán todos los ganadores y el mejor perdedor.
Segunda Fase
Los 8 equipos clasificados se enfrentarán por medio de llaves de ida y vuelta. Los ganadores de las llaves pasarán a la siguiente fase.
Cuadrangular Final
Los 4 equipos ganadores jugarán un cuadrangular final donde se determinarán el campeón y subcampeón, estos serán los clasificados a la etapa nacional. El equipo que acumule más puntos será proclamado campeón. En caso de empate de puntos se define al campeón en un partido de desempate. Si empatan en segundo lugar dos equipos, también se jugará un partido extra para determinar al subcampeón.

## Participantes
| Provincia | Vías de clasificación | Club                      | Distrito (Liga Distrital) | Estadio                              |
| --- | --------------------- | ------------------------- | ------------------------- | ------------------------------------ |
| Arequipa | Campeón               | Sportivo Huracán          | Arequipa                  | Estadio Melgar                       |
| Arequipa | Subcampeón            | Deportivo Independiente   | Cayma                     | Estadio Municipal de La Tomilla      |
| Camaná | Campeón               | Buenos Aires              | El Cardo                  | Estadio 9 de Noviembre               |
| Camaná | Subcampeón            | Defensor Lima             | Camaná                    | Estadio 9 de Noviembre               |
| Caravelí | Campeón               | Juventud Chala            | Chala                     | Estadio Municipal de Chala           |
| Caravelí | Tercer lugar          | Los Íntimos La Victoria   | Cháparra                  | Estadio Municipal de Cháparra        |
| Castilla | Campeón               | Social Corire             | Uraca                     | Estadio José Ricketts                |
| Castilla | Subcampeón            | Sport Perú                | Aplao                     | Estadio Luis Perochena Tassara       |
| Caylloma | Campeón               | Social Andino             | Caylloma                  | Estadio Municipal de Caylloma        |
| Caylloma | Subcampeón            | Futuro Majes              | Majes                     | Almirante Miguel Grau de El Pedregal |
| Condesuyos | Campeón               | Virgen de las Nieves      | Yanaquihua                | Estadio Municipal de Yanaquihua      |
| Islay | Campeón               | Sport Boys                | Mollendo                  | Estadio Municipal de Mollendo        |
| Islay | Subcampeón            | Los Peloteros de Matarani | Islay                     | Estadio Municipal de Mollendo        |
| La Unión | Campeón               | Unión Anchacany           | Cotahuasi                 | Estadio San Martín de Cotahuasi      |
| Unión Anchacany Social Corire Sport Boys Los Peloteros de Matarani Buenos Aires Defensor Lima Sport Perú Virgen de las Nieves Deportivo Independiente Sportivo Huracán Juventud Chala Los Íntimos La Victoria Futuro Majes Social Andino |                       |                           |                           |                                      |

## Primera Fase
Siete series a partidos de ida y vuelta realizados los días 8 y 15 de julio.

### Serie A
| Pos. | Equipo               | Pts. | PJ | G | E | P | GF | GC | Dif. | Clasificación |
| ---- | -------------------- | ---- | -- | - | - | - | -- | -- | ---- | ------------- |
| 1    | Virgen de las Nieves | 4    | 2  | 1 | 1 | 0 | 2  | 1  | +1   | Clasificado   |
| 2    | Unión Anchacany      | 1    | 2  | 0 | 1 | 1 | 1  | 2  | −1   | Eliminado     |

Actualizado a los partidos jugados el 15 de julio de 2018.
 Fuente: LIDEFA

### Resultados
- La hora de cada encuentro corresponde al huso horario que rige a Perú (UTC-5).

| Serie A              | Serie A   | Serie A              | Serie A                         | Serie A    | Serie A     | Serie A |
| Local                | Resultado | Visitante            | Estadio                         | Ciudad     | Fecha       | Hora    |
| -------------------- | --------- | -------------------- | ------------------------------- | ---------- | ----------- | ------- |
| Virgen de las Nieves | 1 - 1     | Unión Anchacany      | Estadio Municipal de Yanaquihua | Yanaquihua | 08 de julio | ??:??   |
| Unión Anchacany      | 0 - 1     | Virgen de las Nieves | Estadio San Martín de Cotahuasi | Cotahuasi  | 15 de julio | ??:??   |

### Serie B
| Pos. | Equipo        | Pts. | PJ | G | E | P | GF | GC | Dif. | Clasificación |
| ---- | ------------- | ---- | -- | - | - | - | -- | -- | ---- | ------------- |
| 1    | Defensor Lima | 4    | 2  | 1 | 1 | 0 | 5  | 4  | +1   | Clasificado   |
| 2    | Sport Boys    | 1    | 2  | 0 | 1 | 1 | 4  | 5  | −1   | Eliminado     |

Actualizado a los partidos jugados el 15 de julio de 2018.
 Fuente: LIDEFA

### Resultados
- La hora de cada encuentro corresponde al huso horario que rige a Perú (UTC-5).

| Serie B       | Serie B   | Serie B       | Serie B                       | Serie B  | Serie B     | Serie B |
| Local         | Resultado | Visitante     | Estadio                       | Ciudad   | Fecha       | Hora    |
| ------------- | --------- | ------------- | ----------------------------- | -------- | ----------- | ------- |
| Defensor Lima | 2 - 2     | Sport Boys    | Estadio 9 de Noviembre        | Camaná   | 08 de julio | ??:??   |
| Sport Boys    | 2 - 3     | Defensor Lima | Estadio Municipal de Mollendo | Mollendo | 15 de julio | ??:??   |

### Serie C
| Pos. | Equipo                    | Pts. | PJ | G | E | P | GF | GC | Dif. | Clasificación |
| ---- | ------------------------- | ---- | -- | - | - | - | -- | -- | ---- | ------------- |
| 1    | Los Peloteros de Matarani | 4    | 2  | 1 | 1 | 0 | 3  | 2  | +1   | Clasificado   |
| 2    | Buenos Aires              | 1    | 2  | 0 | 1 | 1 | 2  | 3  | −1   | Eliminado     |

Actualizado a los partidos jugados el 15 de julio de 2018.
 Fuente: LIDEFA

### Resultados
- La hora de cada encuentro corresponde al huso horario que rige a Perú (UTC-5).

| Serie C                   | Serie C   | Serie C                   | Serie C                       | Serie C  | Serie C     | Serie C |
| Local                     | Resultado | Visitante                 | Estadio                       | Ciudad   | Fecha       | Hora    |
| ------------------------- | --------- | ------------------------- | ----------------------------- | -------- | ----------- | ------- |
| Los Peloteros de Matarani | 2 - 2     | Buenos Aires              | Estadio Municipal de Mollendo | Mollendo | 08 de julio | ??:??   |
| Buenos Aires              | 1 - 0     | Los Peloteros de Matarani | Estadio 9 de Noviembre        | Camaná   | 15 de julio | ??:??   |

### Serie D
| Pos. | Equipo                  | Pts. | PJ | G | E | P | GF | GC | Dif. | Clasificación |
| ---- | ----------------------- | ---- | -- | - | - | - | -- | -- | ---- | ------------- |
| 1    | Sportivo Huracán        | 6    | 2  | 2 | 0 | 0 | 11 | 2  | +9   | Clasificado   |
| 2    | Los Íntimos La Victoria | 0    | 2  | 0 | 0 | 2 | 2  | 11 | −9   | Eliminado     |

Actualizado a los partidos jugados el 15 de julio de 2018.
 Fuente: LIDEFA

### Resultados
- La hora de cada encuentro corresponde al huso horario que rige a Perú (UTC-5).

| Serie D                 | Serie D   | Serie D                 | Serie D                       | Serie D  | Serie D     | Serie D |
| Local                   | Resultado | Visitante               | Estadio                       | Ciudad   | Fecha       | Hora    |
| ----------------------- | --------- | ----------------------- | ----------------------------- | -------- | ----------- | ------- |
| Los Íntimos La Victoria | 1 - 6     | Sportivo Huracán        | Estadio Municipal de Cháparra | Cháparra | 08 de julio | ??:??   |
| Sportivo Huracán        | 5 - 1     | Los Íntimos La Victoria | Estadio Melgar                | Arequipa | 15 de julio | ??:??   |

### Serie E
| Pos. | Equipo                  | Pts. | PJ | G | E | P | GF | GC | Dif. | Clasificación |
| ---- | ----------------------- | ---- | -- | - | - | - | -- | -- | ---- | ------------- |
| 1    | Juventud Chala          | 4    | 2  | 1 | 1 | 0 | 5  | 3  | +2   | Clasificado   |
| 2    | Deportivo Independiente | 1    | 2  | 0 | 1 | 1 | 3  | 5  | −2   | Eliminado     |

Actualizado a los partidos jugados el 15 de julio de 2018.
 Fuente: LIDEFA

### Resultados
- La hora de cada encuentro corresponde al huso horario que rige a Perú (UTC-5).

| Serie E                 | Serie E   | Serie E                 | Serie E                         | Serie E  | Serie E     | Serie E |
| Local                   | Resultado | Visitante               | Estadio                         | Ciudad   | Fecha       | Hora    |
| ----------------------- | --------- | ----------------------- | ------------------------------- | -------- | ----------- | ------- |
| Deportivo Independiente | 1 - 1     | Juventud Chala          | Estadio Municipal de La Tomilla | Arequipa | 08 de julio | ??:??   |
| Juventud Chala          | 4 - 2     | Deportivo Independiente | Estadio Municipal de Chala      | Chala    | 15 de julio | ??:??   |

### Serie F
| Pos. | Equipo        | Pts. | PJ | G | E | P | GF | GC | Dif. | Clasificación |
| ---- | ------------- | ---- | -- | - | - | - | -- | -- | ---- | ------------- |
| 1    | Social Corire | 4    | 2  | 1 | 1 | 0 | 5  | 2  | +3   | Clasificado   |
| 2    | Futuro Majes  | 1    | 2  | 0 | 1 | 1 | 2  | 5  | −3   | Eliminado     |

Actualizado a los partidos jugados el 15 de julio de 2018.
 Fuente: LIDEFA

### Resultados
- La hora de cada encuentro corresponde al huso horario que rige a Perú (UTC-5).

| Serie F       | Serie F   | Serie F       | Serie F                              | Serie F | Serie F     | Serie F |
| Local         | Resultado | Visitante     | Estadio                              | Ciudad  | Fecha       | Hora    |
| ------------- | --------- | ------------- | ------------------------------------ | ------- | ----------- | ------- |
| Futuro Majes  | 1 - 1     | Social Corire | Almirante Miguel Grau de El Pedregal | Majes   | 08 de julio | ??:??   |
| Social Corire | 4 - 1     | Futuro Majes  | Estadio José Ricketts                | Corire  | 15 de julio | ??:??   |

### Serie G
| Pos. | Equipo        | Pts. | PJ | G | E | P | GF | GC | Dif. | Clasificación                |
| ---- | ------------- | ---- | -- | - | - | - | -- | -- | ---- | ---------------------------- |
| 1    | Social Andino | 3    | 2  | 1 | 0 | 1 | 6  | 3  | +3   | Clasificado                  |
| 2    | Sport Perú    | 3    | 2  | 1 | 0 | 1 | 3  | 6  | −3   | Clasificado (Mejor perdedor) |

Actualizado a los partidos jugados el 15 de julio de 2018.
 Fuente: LIDEFA

### Resultados
- La hora de cada encuentro corresponde al huso horario que rige a Perú (UTC-5).

| Serie G       | Serie G   | Serie G       | Serie G                        | Serie G  | Serie G     | Serie G |
| Local         | Resultado | Visitante     | Estadio                        | Ciudad   | Fecha       | Hora    |
| ------------- | --------- | ------------- | ------------------------------ | -------- | ----------- | ------- |
| Sport Perú    | 3 - 2     | Social Andino | Estadio Luis Perochena Tassara | Aplao    | 08 de julio | ??:??   |
| Social Andino | 4 - 0     | Sport Perú    | Estadio Municipal de Caylloma  | Caylloma | 15 de julio | ??:??   |

## Segunda Fase
Los 7 ganadores y el mejor perdedor de la fase anterior en llaves de ida y vuelta.

### Llave G1
| Pos. | Equipo               | Pts. | PJ | G | E | P | GF | GC | Dif. | Clasificación |
| ---- | -------------------- | ---- | -- | - | - | - | -- | -- | ---- | ------------- |
| 1    | Virgen de las Nieves | 6    | 2  | 2 | 0 | 0 | 4  | 2  | +2   | Clasificado   |
| 2    | Social Andino        | 0    | 2  | 0 | 0 | 2 | 2  | 4  | −2   | Eliminado     |

Actualizado a los partidos jugados el 29 de julio de 2018.
 Fuente: LIDEFA

### Resultados
- La hora de cada encuentro corresponde al huso horario que rige a Perú (UTC-5).

| Llave G1             | Llave G1  | Llave G1             | Llave G1                        | Llave G1   | Llave G1    | Llave G1 |
| Local                | Resultado | Visitante            | Estadio                         | Ciudad     | Fecha       | Hora     |
| -------------------- | --------- | -------------------- | ------------------------------- | ---------- | ----------- | -------- |
| Social Andino        | 0 - 1     | Virgen de las Nieves | Estadio Municipal de Caylloma   | Caylloma   | 22 de julio | ??:??    |
| Virgen de las Nieves | 3 - 2     | Social Andino        | Estadio Municipal de Yanaquihua | Yanaquihua | 29 de julio | ??:??    |

### Llave G2
| Pos. | Equipo         | Pts. | PJ | G | E | P | GF | GC | Dif. | Clasificación |
| ---- | -------------- | ---- | -- | - | - | - | -- | -- | ---- | ------------- |
| 1    | Defensor Lima  | 4    | 2  | 1 | 1 | 0 | 4  | 3  | +1   | Clasificado   |
| 2    | Juventud Chala | 1    | 2  | 0 | 1 | 1 | 3  | 4  | −1   | Eliminado     |

Actualizado a los partidos jugados el 29 de julio de 2018.
 Fuente: LIDEFA

### Resultados
- La hora de cada encuentro corresponde al huso horario que rige a Perú (UTC-5).

| Llave G2       | Llave G2  | Llave G2       | Llave G2                   | Llave G2 | Llave G2    | Llave G2 |
| Local          | Resultado | Visitante      | Estadio                    | Ciudad   | Fecha       | Hora     |
| -------------- | --------- | -------------- | -------------------------- | -------- | ----------- | -------- |
| Defensor Lima  | 4 - 3     | Juventud Chala | Estadio 9 de Noviembre     | Camaná   | 22 de julio | ??:??    |
| Juventud Chala | 0 - 0     | Defensor Lima  | Estadio Municipal de Chala | Chala    | 29 de julio | ??:??    |

### Llave G3
| Pos. | Equipo           | Pts. | PJ | G | E | P | GF | GC | Dif. | Clasificación |
| ---- | ---------------- | ---- | -- | - | - | - | -- | -- | ---- | ------------- |
| 1    | Sportivo Huracán | 6    | 2  | 2 | 0 | 0 | 19 | 1  | +18  | Clasificado   |
| 2    | Sport Perú       | 0    | 2  | 0 | 0 | 2 | 1  | 19 | −18  | Eliminado     |

Actualizado a los partidos jugados el 27 de julio de 2018.
 Fuente: LIDEFA

### Resultados
- La hora de cada encuentro corresponde al huso horario que rige a Perú (UTC-5).

| Llave G3         | Llave G3  | Llave G3         | Llave G3                       | Llave G3 | Llave G3    | Llave G3 |
| Local            | Resultado | Visitante        | Estadio                        | Ciudad   | Fecha       | Hora     |
| ---------------- | --------- | ---------------- | ------------------------------ | -------- | ----------- | -------- |
| Sport Perú       | 1 - 8     | Sportivo Huracán | Estadio Luis Perochena Tassara | Aplao    | 22 de julio | ??:??    |
| Sportivo Huracán | 11 - 0    | Sport Perú       | Estadio Melgar                 | Arequipa | 27 de julio | ??:??    |

### Llave G4
| Pos. | Equipo                    | Pts. | PJ | G | E | P | GF | GC | Dif. | Clasificación |
| ---- | ------------------------- | ---- | -- | - | - | - | -- | -- | ---- | ------------- |
| 1    | Social Corire             | 4    | 2  | 1 | 1 | 0 | 3  | 2  | +1   | Clasificado   |
| 2    | Los Peloteros de Matarani | 1    | 2  | 0 | 1 | 1 | 2  | 3  | −1   | Eliminado     |

Actualizado a los partidos jugados el 29 de julio de 2018.
 Fuente: LIDEFA

### Resultados
- La hora de cada encuentro corresponde al huso horario que rige a Perú (UTC-5).

| Llave G4                  | Llave G4  | Llave G4                  | Llave G4                      | Llave G4 | Llave G4    | Llave G4 |
| Local                     | Resultado | Visitante                 | Estadio                       | Ciudad   | Fecha       | Hora     |
| ------------------------- | --------- | ------------------------- | ----------------------------- | -------- | ----------- | -------- |
| Los Peloteros de Matarani | 1 - 2     | Social Corire             | Estadio Municipal de Mollendo | Mollendo | 22 de julio | ??:??    |
| Social Corire             | 1 - 1     | Los Peloteros de Matarani | Estadio José Ricketts         | Corire   | 29 de julio | ??:??    |

## Resumen de Primera y Segunda Fase
Llave G1
|  | Primera Fase    | Primera Fase         | Primera Fase    | Primera Fase    | Primera Fase    |   |    | Segunda Fase         | Segunda Fase     | Segunda Fase     | Segunda Fase     | Segunda Fase     |  |
|  | 8 y 15 de julio | 8 y 15 de julio      | 8 y 15 de julio | 8 y 15 de julio | 8 y 15 de julio |   |    | 22 y 29 de julio     | 22 y 29 de julio | 22 y 29 de julio | 22 y 29 de julio | 22 y 29 de julio |  |
|  |                 |                      |                 |                 |                 |   |    |                      |                  |                  |                  |                  |  |
|  |                 |                      |                 |                 |                 |   |    |                      |                  |                  |                  |                  |  |
|  | A               | Unión Anchacany      | 1               | 0               | 1               |   |    |                      |                  |                  |                  |                  |  |
|  | A               | Unión Anchacany      | 1               | 0               | 1               |   |    |                      |                  |                  |                  |                  |  |
|  | A               | Virgen de las Nieves | 1               | 1               | 2               |   |    |                      |                  |                  |                  |                  |  |
|  | A               | Virgen de las Nieves | 1               | 1               | 2               |   | G1 | Virgen de las Nieves | 1                | 3                | 4                |                  |  |
|  |                 |                      |                 |                 |                 |   | G1 | Virgen de las Nieves | 1                | 3                | 4                |                  |  |
|  |                 |                      | G1              | Social Andino   | 0               | 2 | 2  |                      |                  |                  |                  |                  |  |
|  | G               | Social Andino        | G1              | Social Andino   | 0               | 2 | 2  | 2                    | 4                | 6                |                  |                  |  |
|  | G               | Social Andino        |                 |                 |                 |   |    | 2                    | 4                | 6                |                  |                  |  |
|  | G               | Sport Perú           | 3               | 0               | 3               |   |    |                      |                  |                  |                  |                  |  |
|  | G               | Sport Perú           | 3               | 0               | 3               |   |    |                      |                  |                  |                  |                  |  |
|  |                 |                      |                 |                 |                 |   |    |                      |                  |                  |                  |                  |  |

Llave G2
|  | Primera Fase    | Primera Fase            | Primera Fase    | Primera Fase    | Primera Fase    |   |    | Segunda Fase     | Segunda Fase     | Segunda Fase     | Segunda Fase     | Segunda Fase     |  |
|  | 8 y 15 de julio | 8 y 15 de julio         | 8 y 15 de julio | 8 y 15 de julio | 8 y 15 de julio |   |    | 22 y 29 de julio | 22 y 29 de julio | 22 y 29 de julio | 22 y 29 de julio | 22 y 29 de julio |  |
|  |                 |                         |                 |                 |                 |   |    |                  |                  |                  |                  |                  |  |
|  |                 |                         |                 |                 |                 |   |    |                  |                  |                  |                  |                  |  |
|  | E               | Juventud Chala          | 1               | 4               | 5               |   |    |                  |                  |                  |                  |                  |  |
|  | E               | Juventud Chala          | 1               | 4               | 5               |   |    |                  |                  |                  |                  |                  |  |
|  | E               | Deportivo Independiente | 1               | 2               | 3               |   |    |                  |                  |                  |                  |                  |  |
|  | E               | Deportivo Independiente | 1               | 2               | 3               |   | G2 | Juventud Chala   | 3                | 0                | 3                |                  |  |
|  |                 |                         |                 |                 |                 |   | G2 | Juventud Chala   | 3                | 0                | 3                |                  |  |
|  |                 |                         | G2              | Defensor Lima   | 4               | 0 | 4  |                  |                  |                  |                  |                  |  |
|  | B               | Sport Boys              | G2              | Defensor Lima   | 4               | 0 | 4  | 2                | 2                | 4                |                  |                  |  |
|  | B               | Sport Boys              |                 |                 |                 |   |    | 2                | 2                | 4                |                  |                  |  |
|  | B               | Defensor Lima           | 2               | 3               | 5               |   |    |                  |                  |                  |                  |                  |  |
|  | B               | Defensor Lima           | 2               | 3               | 5               |   |    |                  |                  |                  |                  |                  |  |
|  |                 |                         |                 |                 |                 |   |    |                  |                  |                  |                  |                  |  |

Llave G3
|  | Primera Fase    | Primera Fase            | Primera Fase    | Primera Fase    | Primera Fase    |   |    | Segunda Fase     | Segunda Fase     | Segunda Fase     | Segunda Fase     | Segunda Fase     |  |
|  | 8 y 15 de julio | 8 y 15 de julio         | 8 y 15 de julio | 8 y 15 de julio | 8 y 15 de julio |   |    | 22 y 27 de julio | 22 y 27 de julio | 22 y 27 de julio | 22 y 27 de julio | 22 y 27 de julio |  |
|  |                 |                         |                 |                 |                 |   |    |                  |                  |                  |                  |                  |  |
|  |                 |                         |                 |                 |                 |   |    |                  |                  |                  |                  |                  |  |
|  | D               | Sportivo Huracán        | 6               | 5               | 11              |   |    |                  |                  |                  |                  |                  |  |
|  | D               | Sportivo Huracán        | 6               | 5               | 11              |   |    |                  |                  |                  |                  |                  |  |
|  | D               | Los Íntimos La Victoria | 1               | 1               | 2               |   |    |                  |                  |                  |                  |                  |  |
|  | D               | Los Íntimos La Victoria | 1               | 1               | 2               |   | G3 | Sportivo Huracán | 8                | 11               | 19               |                  |  |
|  |                 |                         |                 |                 |                 |   | G3 | Sportivo Huracán | 8                | 11               | 19               |                  |  |
|  |                 |                         | G3              | Sport Perú      | 1               | 0 | 1  |                  |                  |                  |                  |                  |  |
|  |                 |                         | G3              | Sport Perú      | 1               | 0 | 1  |                  |                  |                  |                  |                  |  |
|  |                 |                         |                 |                 |                 |   |    |                  |                  |                  |                  |                  |  |
|  |                 |                         |                 |                 |                 |   |    |                  |                  |                  |                  |                  |  |
|  |                 |                         |                 |                 |                 |   |    |                  |                  |                  |                  |                  |  |
|  |                 |                         |                 |                 |                 |   |    |                  |                  |                  |                  |                  |  |

Llave G4
|  | Primera Fase    | Primera Fase              | Primera Fase    | Primera Fase              | Primera Fase    |   |    | Segunda Fase     | Segunda Fase     | Segunda Fase     | Segunda Fase     | Segunda Fase     |  |
|  | 8 y 15 de julio | 8 y 15 de julio           | 8 y 15 de julio | 8 y 15 de julio           | 8 y 15 de julio |   |    | 22 y 29 de julio | 22 y 29 de julio | 22 y 29 de julio | 22 y 29 de julio | 22 y 29 de julio |  |
|  |                 |                           |                 |                           |                 |   |    |                  |                  |                  |                  |                  |  |
|  |                 |                           |                 |                           |                 |   |    |                  |                  |                  |                  |                  |  |
|  | F               | Social Corire             | 1               | 4                         | 5               |   |    |                  |                  |                  |                  |                  |  |
|  | F               | Social Corire             | 1               | 4                         | 5               |   |    |                  |                  |                  |                  |                  |  |
|  | F               | Futuro Majes              | 1               | 1                         | 2               |   |    |                  |                  |                  |                  |                  |  |
|  | F               | Futuro Majes              | 1               | 1                         | 2               |   | G2 | Social Corire    | 2                | 1                | 3                |                  |  |
|  |                 |                           |                 |                           |                 |   | G2 | Social Corire    | 2                | 1                | 3                |                  |  |
|  |                 |                           | G2              | Los Peloteros de Matarani | 1               | 1 | 2  |                  |                  |                  |                  |                  |  |
|  | C               | Buenos Aires              | G2              | Los Peloteros de Matarani | 1               | 1 | 2  | 2                | 0                | 2                |                  |                  |  |
|  | C               | Buenos Aires              |                 |                           |                 |   |    | 2                | 0                | 2                |                  |                  |  |
|  | C               | Los Peloteros de Matarani | 2               | 1                         | 3               |   |    |                  |                  |                  |                  |                  |  |
|  | C               | Los Peloteros de Matarani | 2               | 1                         | 3               |   |    |                  |                  |                  |                  |                  |  |
|  |                 |                           |                 |                           |                 |   |    |                  |                  |                  |                  |                  |  |

Nota: Los cruces fueron definidos por la Liga Departamental de Fútbol de Arequipa.

## Cuadrangular Final
Los clasificados a esta fase fueron los clubes Virgen de las Nieves, Defensor Lima, Sportivo Huracán y Social Corire.